# 941A busz (Budapest)
A budapesti 941A jelzésű éjszakai autóbusz a Móricz Zsigmond körtér és az Őrmezői lakótelep, Menyecske utca között közlekedett 2005-től 2014-ig szilveszteri éjszakákon a 941-es busz sűrítőjárataként.

## Története
1997 és 2005 között 41É jelzésű éjszakai járat közlekedett szilveszterkor a Kosztolányi Dezső tér és az Őrmezői lakótelep között.
2005. december 31-e és 2014. január 1-je között 941A jelzéssel közlekedett.

## Útvonala
| Őrmezői lakótelep, Menyecske utca felé | Móricz Zsigmond körtér felé |
| --- | --- |
| Móricz Zsigmond körtér vá. – Villányi út – Fadrusz utca – Bartók Béla út – Hamzsabégi út – Ajnácskő utca – Budaörsi út – aluljáró – Neszmélyi út – Menyecske utca – Őrmezői lakótelep, Menyecske utca vá. | Őrmezői lakótelep, Menyecske utca vá. – Menyecske utca – Balatoni út – Budaörsi út – Ajnácskő utca – Hamzsabégi út – Bartók Béla út – Móricz Zsigmond körtér – Villányi út – Móricz Zsigmond körtér vá. |

## Megállóhelyei
Az átszállási kapcsolatok között a hosszabb útvonalon közlekedő 941-es busz nincsen feltüntetve.
| 0  | Móricz Zsigmond körtér végállomás            | 10 | 907, 908, 918, 940, 960, 972, 973 6 |
| ∫  | Móricz Zsigmond körtér                       | 8  | 907, 908, 918, 940, 960, 972, 973 6 |
| 2  | Kosztolányi Dezső tér                        | 7  | 907, 908, 918, 940, 972             |
| ∫  | Karolina út                                  | 5  | 907, 908, 918, 940, 972             |
| 4  | Kelenföldi autóbuszgarázs                    | 4  | 908, 940, 972                       |
| 5  | Ajnácskő utca                                | 4  | 908, 940, 972                       |
| 7  | Dayka Gábor utca                             | 3  | 908, 940, 972                       |
| 8  | Sasadi út                                    | 2  | 908, 940, 972                       |
| ∫  | Kérő utca                                    | 0  |                                     |
| 10 | Neszmélyi út                                 | ∫  |                                     |
| 11 | Őrmezői lakótelep, Menyecske utca végállomás | 0  |                                     |